# Oreopasites favreauae
Oreopasites favreauae är en biart som beskrevs av Rozen 1992. Oreopasites favreauae ingår i släktet Oreopasites och familjen långtungebin. Inga underarter finns listade i Catalogue of Life.